# 표적 (2014년 영화)
《표적》(標的)은 2014년에 개봉한 대한민국의 액션 스릴러 영화이다. 2010년 프랑스 영화 《포인트 블랭크》의 리메이크 작품이다.

## 줄거리
과거 용병이었던 여훈은 새 삶을 살아가지만, 갑작스럽게 유력 기업 CEO 살해범으로 누명을 쓰게 된다. 도망치던 중 총상을 입고 병원에 입원하게 된 그는 그곳에서 레지던트 의사 태준의 도움으로 위기를 모면한다. 그러나 태준의 임신한 아내가 납치당하면서 두 사람은 위험한 36시간의 추격전을 시작하게 된다. 억울한 누명을 벗고 아내를 구하기 위해, 여훈과 태준은 필사적으로 진실을 파헤치려 한다.

## 캐스팅
- 류승룡 : 백여훈 역
- 유준상 : 송기철 반장 역
- 이진욱 : 이태준 역
- 김성령 : 정영주 반장 역
- 조여정 : 정희주 역
- 조은지 : 박수진 형사 역
- 김대명 : 장규호 형사 역
- 장준녕 : 이정수 형사 역
- 염지영 : 유현영 형사 역
- 이현욱 : 조상우 형사 역
- 조경훈 : 장필주 사장 역
- 주석제 : 장진성 역
- 김종구 : 강철화 경찰서장 역
- 변상윤 : 영주팀원 역
- 위양호 : 아치왕 역
- 장은선 : 산부인과 여의사 역
- 김영재 : 검사 역
- 임일규 : 병원 관리실 직원 역
- 김광현 : 광수대 형사 1 역
- 기세형 : 킬러 2 역
- 이현걸 : 병원 남자직원 1 역
- 신담수 : 취객 역
- 진구 : 백성훈 역 (특별출연)